# Petit-Paris
Petit-Paris (česky Malá Paříž) je zábavní park miniatur, který představuje město Paříž. Nachází se nedaleko obce Vaïssac v departementu Tarn-et-Garonne. V parku je umístěno přes 40 miniatur, které představují pařížské pamětihodnosti v měřítku 1:130.
Park začal budovat v roce 1983 Gérard Brion a pro veřejnost byl otevřen po 14 letech, což činilo přes 25 000 pracovních hodin. Kromě samotné Paříže je zde i téma Petit-Louvre (Malý Louvre), kde jsou vystaveny kopie 500 nejznámějších děl uložených v muzeu Louvre  nebo loutková scéna představující Moulin Rouge.
Plánuje se přesunout park Petit-Paris poblíž města La Rochelle a rozšířit ho na rozlohu asi 3 ha.